# Wies Stael-Merkx
Louise Maria Ida Cornelia Merkx (Wies Stael-Merkx) (Elst (Gelderland), 8 december 1926 - Utrecht, 14 december 2012) was een katholiek activist. Ze was van 1985 tot 1992 voorzitter van de Nederlandse Acht-Mei-beweging.
'Een katholieke vrijbuiter' noemde Stael-Merkx zichzelf in haar autobiografie Geloof in leven. Stael-Merkx groeide "vrij, vroom en vrolijk" op in een onderwijzersgezin. Kerkelijke wetten werden thuis soepel gehanteerd: als ze niet het welzijn van mensen bevorderden, moesten ze herzien worden. Na haar huwelijk was Stael-Merkx actief in het rooms-katholieke vrouwen- en jongerenwerk. Ze werd door de kerkelijke autoriteiten echter steeds meer als een 'bedreiging voor het geloof' gezien, zeker toen zij voorzitter van de Acht-Mei-beweging werd. Stael-Merkx pleitte voor veranderingen in de liturgie, afschaffing van de kerkelijke hiërarchie en een meer op de mens gericht geloofsleven.
In 1988 ontving ze de Spaanprijs.